# Sotia Tsotou
Sotia Tsotou (griechisch Σώτια Τσώτου, * 14. Mai 1942 in Livadia; † 10. Dezember 2011 in Athen) war eine griechische Dichterin.  

## Biografie
Sotia Tsotou war das fünfte Kind des Freiheitskämpfers Giorgos Kraniotis (griechisch Γιώργος Κρανιώτης), der im September 1943 von Deutschen vor seinem Haus erschossen wurde. Die Raserei der Deutschen gegenüber ihrem Vater ging über in Brandstiftung an seinem Haus und so musste die Familie den Ort verlassen. Irini (Ειρήνη), seine Frau war traumatisiert von der Gewalttätigkeit der Deutschen, hatte ihre Angehörigen verloren und galt bis 1950 als vermisst, als sie eines Tages im Krankenhaus von Voula behandelt wurde. Die dramatischen Erlebnisse ihrer Familie führten zur Flucht der kleinen Sotia.
Die Schwestern Iordanou (Ιορδανού), Verwandte der Mutter holtenen sie ab ihrem zweiten Lebensjahr nach Athen, wo sie in eine gutbürgerliche, relativ wohlhabende Familie adoptiert wurde. Ihre Adoptiveltern waren Charalampos und Despina Tsotou (Χαράλαμπος, Δέσποινας Τσώτου). Dort ging sie an die "Marselos"-Privatschule (Ιδιωτικό Δημοτικό Σχολείο «Μαρσέλου»), besuchte das Erste Gymnasion von Athen (Α' Γυμνάσιο της Αθήνας (Πλάκα)) und drei Jahre auch die Schule "Agios Iosif" (Σχολή «Αγ. Ιωσήφ» (Καλογραιών))
Seit ihrem 18. Lebensjahr arbeitete sie als Journalistin, Parallel zu ihrem Studium an der Pantion-Universität Athen und an der Theater-Schule von Pelos Katselis (Πέλος Κατσέλης) und Kostis Michalidis (Κωστής Μιχαηλίδης).
Den Militärputsch vom 21. April 1967 erlebte sie als Mitarbeiterin der Zeitung Eleftheria (Ελευθερία, Freiheit), die am selben Tag ihre Veröffentlichung einstellte, womit das Ende der journalistischen Karriere von Tsotou herbeigeführt wurde. In der Zeit der "Junta" wurde sie häufig verhört und festgenommen. Die Isolationshaft inspirierte sie zu den Liedern, die bald darauf bekannt wurden unter den Titeln: Vre de variese, adelfe (Βρε δε βαριέσαι, αδελφέ) und Na 'tane to 21 (Νά ΄τανε το 21). 
Tsotou hatte zwei Töchter, Despina (Δέσποινα), eine Journalistin, und Asimenia (Ασημένια), eine Musikerin und Sängerin. Sotia Tsotou starb am 10. Dezember 2011 nach zweijähriger Krebserkrankung.

## Werk
Entscheidend für ihre Karriere war die Zusammenarbeit mit Kostas Chatzis (Κώστας Χατζής), die während der Zeit der Griechischen Militärdiktatur dem Protest Ausdruck verlieh. In dieser Zeit entstanden die Lieder Aus dem Flugzeug (Απ' το αεροπλάνο), Der Soldat (Ο Στρατής), Verrückt oder Tapfer (Τρελός ή παλληκάρι), Der Verrückte aus der Nachbarschaft (Της γειτονιάς μας ο τρελός), Ein Deutscher und eine Jüdin (Ένας Γερμανός και μια Εβραία), etwas ist im Gange (Κάτι τρέχει), Bus der Welt (Λεωφορείο ο κόσμος), und andere. Höhepunkt war die Schallplatte Resital (Ρεσιτάλ), von der eine Million Exemplare verkauft wurden. Unter den Liedern auf der Platte waren Liebe kennt keine Grenzen (Σύνορα η αγάπη δε γνωρίζει), Wichtige Menschen (?) (Σπουδαίοι άνθρωποι αλλά), Ich liebe dich, wie die Mutter das Kind (Σ' αγαπώ όπως η μάνα το παιδί), Und danach (Κι ύστερα), Ich bin nicht Ich (Δεν ειμαι εγώ), Die Liebe erträgt alles (Η αγάπη όλα τα υπομένει) und andere. 
Ähnlichen wirtschaftlichen Erfolg mit enormen Verkaufszahlen, die für den kleinen griechischen Musik-Markt außergewöhnlich sind, hatte sie auch durch ihre Zusammenarbeit mit Stavros Kougioumitzis (Σταύρος Κουγιουμτζής) und mit Na tane to 21 (Να ΄τανε το 21΄) mit Giorgos Dalaras.
Eine weitere bedeutende Zusammenarbeit war die mit Doros Georgiadis (Δώρος Γεωργιάδης), mit dem sie beim LiederFestival von Thessaloniki 1972 zusammenarbeitete und den ersten Preis gewann mit dem Lied An emoun plousios (Αν ήμουν πλούσιος - Sind wir nicht reich) und beim Eurovision Song Contest 1979 mit Sokrati (Σωκράτη). 
Eine weitere Station in ihrer Karriere bildeten die zwei Schallplatten, die sie mit Stelios Kazantzidis aufnahm. Die bedeutendsten Lieder waren Vradiazi (Βραδιάζει), I Kapetanie (Έι καπετάνιε), Xero nekrous (Ξέρω νεκρούς), Efyges file (Έφυγες φίλε). Stelios Kazantzidis lobte in verschiedenen Interviews Tsotou über alles und beschrieb sie als "Die Große" und setzte sie gleich mit Eftychia Papagiannopoulou (Ευτυχία Παπαγιαννοπούλου).
Das Lied Efyges file schrieb Tsotou für einen gemeinsamen Freund, Andreas Kaiafas (Ανδρέας Καιάφας), der im Alter von 49 Jahren an Krebs verstorben war. Ebenfalls 1994 verfasste Tsotou drei Strophen, in denen sie die Geschichte von Stelios beschrieb. Sie wurden von Takis Soukas (Τάκης Σούκας) mit einer Melodie vertont, die den Rhythmus des Karsilama (καρσιλαμά), eines Volkstanzes, benutzt und an das Lied Ego 'mai prosfyga pedi(Εγώ ‘μαι πρόσφυγα παιδί) aufnimmt. Stelios bezeichnete die als charakteristisch für die Laïka-Musik. Das Stück findet sich auf der Schallplatte Ke pou theos (Και πού θεός).

### Weitere gemeinsame Arbeiten
Andere Künstler, die mit ihr zusammenarbeiteten waren: Giorgos Chatzinasios (Γιώργος Χατζηνάσιος), Apostolos Kaldaras (Απόστολος Καλδάρας), Takis Soukas (Τάκης Σούκας), Christos Nikolopoulos (Χρήστος Νικολόπουλος), Christos Papadopoulos (Χρήστος Παπαδόπουλος), Marinella (Sängerin), Christos Gartzos (Χρήστος Γκάρτζος), Giorgos Krimizakis (Γιώργος Κριμιζάκης), Dimitra Galani, Haris Alexiou, Giannis Parios, Rena Koumioti (Ρένα Κουμιώτη), Giannis Poulopoulos, Michalis Violaris (Μιχάλης Βιολάρης), Keti Chomata, Poly Panou, Nikos Nomikos (Νίκος Νομικός), Dimitris Mitropanos, Anna Vissi, Elpida (Ελπίδα), Pascalis, Bessy Argyraki, Themis Adamantidis (Θέμης Αδαμαντίδης), Doukissa Fotara (Δούκισσα Φωταρά) und andere.

## Theater und Fernsehauftritte
Seit Anfang der 80er Jahre trat Marinella im Zoum (Ζουμ) mit dem  musikalischen Programm Ikones (Εικόνες) mit Gedichten von Sotia Tsotou und Musik von Doros Georgiadis (Δώρος Γεωργιάδης) auf.
Für das Festprogramm zu Weihnachten 1990 im Sender ΑΝΤ1 schrieb sie eine von vier eigenen Weihnachtsmärchen mit dem Titel: Der vierte Weise. Das Programm wurde von Aliki Vougiouklaki moderiert. in den folgenden Jahren veröffentlichte sie im selben Sender die Serie Fakelos Amazon (Φάκελος Αμαζών) zusammen mit Grigoris Valtinos (Γρηγόρης Βαλτινός).
1999 wurde im Theater in Athen ihr Werk Vorabend von 2000 (Παραμονές του 2000) mit Musik von Kostas Chatzis aufgeführt. 2007 schrieb sie den Titelsong für die Fernsehserie des Senders ALPHA Weil das Herz eines Engels (Για την καρδιά ενός αγγέλου) mit dem Titel: Weiß trage ich wenn ich trauere (Άσπρα φορώ όταν πενθώ), zur Musik von Christos Papadopoulos, gesungen von Dimitris Mitropanos.

## Auftritte
- LiederFestival von Thessaloniki (Φεστιβάλ Τραγουδιού Θεσσαλονίκης) 1971 mit dem Lied Es verreiste das Kind und ich (Ταξίδευα παιδί κι εγώ)
- LiederFestival von Thessaloniki 1972: 1. Preis mit dem Lied Sind wir nicht reich (Αν ήμουν πλούσιος)
- LiederFestival von Thessaloniki 1974: 2. Preis mit dem Lied Wenn (Αν) mit Musik von Giorgos Krimizakis und gesungen von Michail Violari (Μιχάλη Βιολάρη)
- Eurovision Song Contest 1979: 8. Platz mit dem Lied Sokratis (Σωκράτης), dabei arbeitete sie mit Elpida zusammen, die das Lied vortrug.

Weitere Auftritte hatte sie bei Festivals in Sofia und Tokio.

## Eigene Alben
- Resital (gr. Ρεσιτάλ) Musik: Kostas Chatzis, 1976
- Hoffnung (Ελπίδα - Δάκης) mit Kostas Chatzis, 1977
- Sind wir nicht reich? - (An emoun plousios, Αν ήμουν πλούσιος) mit Doro Georgiadi (Δώρο Γεωργιάδη), 1972
- Tausendneunhundertmal nichts - (Chilia enniakosia tipota, Χίλια εννιακόσια τίποτα) mit Doro Georgiadi, 1974
- Weiß-Schwarz (Aspro - Mavro, Άσπρο-Μαύρο) mit Giorgos Chatzinasios, 1974
- Fotografien (Fotografies - Φωτογραφίες) mit Giorgos Krimizakis, 1971
- Fallende Blätter (Skorpia fulla - Σκόρπια φύλλα) mit Apostolos Kaldaras, 1975
- Schwieriges Leben (Duskoli Zoi - Δύσκολη ζωή) mit Doro Georgiadi, 1973
- Ich malte die Welt (Ego zografisa ti gi - Εγώ ζωγράφισα τη Γη) mit Doro Georgiadi, 1983
- Es wird Abend (Vradiazei - Βραδιάζει) mit Christos Nikolopoulos, 1992
- Und wo ist Gott (Kai pou theos - Και που Θεός) mit Takis Soukas, 1994
- Marinella (M. Gia senane boro - Μαρινέλλα (Για σένανε μπορώ)) mit Andonis Stefanidis (Αντώνης Στεφανίδης), 1981
- Heute und Immer (Simera kai panta - Σήμερα και πάντα) mit Spiros Vlassopoulos (Σπύρος Βλασσόπουλος), 1984
- Meine besten Jahre (Ta kalitera mou Chronia - Τα καλύτερα μου χρόνια) mit Giorgos Krimizakis, 1985
- Begegnung (Synantisi - Συνάντηση) mit Kostas Chatzis, 1987